# 佩奇縣 (維吉尼亞州)
佩奇縣（英語：Page County）是美国維吉尼亞州北部的一個郡，面積813平方公里。根據2020年美國人口普查，共有人口23,709人。縣治盧雷（Luray）。該縣成立於1831年3月30日，縣名紀念聯邦眾議員、維珍尼亞州州長約翰·佩奇。